# هنريش فيلهلم شوت
هاينريش فيلهيلم شوت (بالألمانية: Heinrich Wilhelm Schott)‏ (و. 1794 – 1865 م) هو عالم نبات، وسرخسياتي من النمسا . ولد في برنو .
توفي في فيينا ، عن عمر يناهز 71 عاماً.